# L'Isle-aux-Allumettes
L'Isle-aux-Allumettes est une municipalité de village du Québec, située dans la MRC de Pontiac en Outaouais.
L'actuelle municipalité est née le 30 décembre 1998 du regroupement de la municipalité du village de Chapeau et des municipalités des cantons de L'Isle-aux-Allumettes et de L'Isle-aux-Allumettes-Partie-Est,,,.

## Géographie

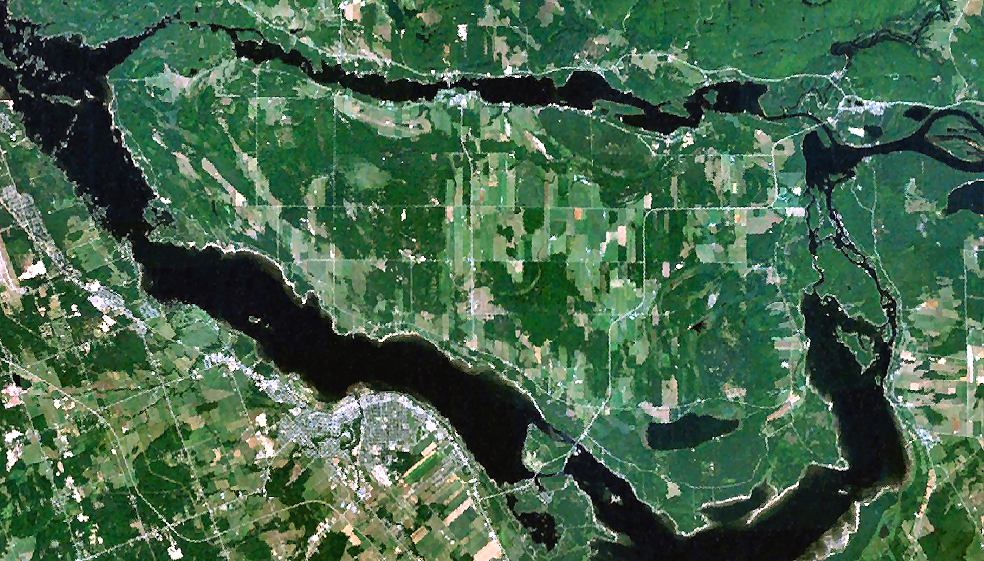
Photo satellite de l'île

D'une superficie de 264 km² (22 km x 12 km) de largeur, l'isle aux Allumettes est la plus grande entité insulaire sur le parcours de la rivière des Outaouais. La municipalité comprend toute l'île aux Allumettes sur laquelle on retrouve également le village de Chapeau, les hameaux de St-Joseph, Desjardinsville et Demers Centre ainsi que l'île Morrison. (45° 48′ 47″ N, 77° 02′ 36″ O)

## Histoire
Les Algonquins l'occupent dans le but de maintenir le contrôle sur la rivière des Outaouais. Pour cette raison, Samuel de Champlain lui donne lors de son voyage de 1613, le nom d'Isle des Algoumequins. Par la suite, le toponyme auquel on se réfère proviendrait du fait qu'un explorateur aurait perdu sa boîte d'allumettes[citation nécessaire] aux rapides (sault) situées au sud-est ( des R4 avec plusieurs seuils à franchir).
Dans ses mémoires rédigés durant la seconde moitié du XVIIe siècle, Nicolas Perrot mentionne «Isle du Borgne autrement ditte l'Isle des Allumettes». Le toponyme Borgne aurait été attribué en raison du handicap oculaire et de la petite taille physique du grand chef amérindien des Kichesipirinis de la région, Tessouat (références bibliographique Rémi Savard, Francine Ouellette).
En 1650, cette population autochtone est presque entièrement exterminée par les Iroquois. Le passage est libre mais demeure hasardeux au moins jusqu'en 1701 du fait de la menace iroquoise. Ce n'est qu'en 1818 que les Européens commencent à s'y établir. Ils travaillent principalement à la coupe du bois ou encore pour le compte de la Compagnie de la Baie d'Hudson qui y exploite un poste de traite des fourrures situé un peu plus au nord à Fort-William.
La voie de transport privilégiée étant encore la rivière, la plupart des familles construisent leur demeure au sud de l'île, un peu au nord de l'île Paquette où une église en bois rond est érigée en 1836 (45° 54′ 10″ N, 76° 56′ 11″ O) ainsi que le cimetière des pionniers . Un violent incendie ravage la quasi-totalité des bâtiments en 1853 et, par la suite, la population s'implante plutôt dans la partie ouest, sur le site actuel de la municipalité de Chapeau.
En 1874, le village de Chapeau est créé et devient municipalité. Le premier maire fut Patrick Cunningham. En 1910, la paroisse de Saint-Joseph est établie du côté est est en 1920, la municipalité de l'Isle aux Allumettes partie Est est formée. Le 30 décembre 1998, toutes les parties sont regroupées pour former la nouvelle municipalité de l'Isle-aux-Allumettes
Quant à Demers-Centre, on doit son nom à Moïse Demers qui, en 1920, succède à Paul Desjardins à titre de maître de poste. Auparavant, le hameau s'appelait Desjardins. L'île Morrison, d'une superficie d'à peine 2 km², auparavant nommée île de Tessouat, du nom du ou des chefs algonquins qui ont contrôlé le territoire environnant, rappelle William Morrison (1785-1866), traiteur au service de diverses compagnies pendant plus de vingt ans et qui s'y établit en 1826. Cette île possède également un gisement archéologique datant de plus de 8 000 ans.

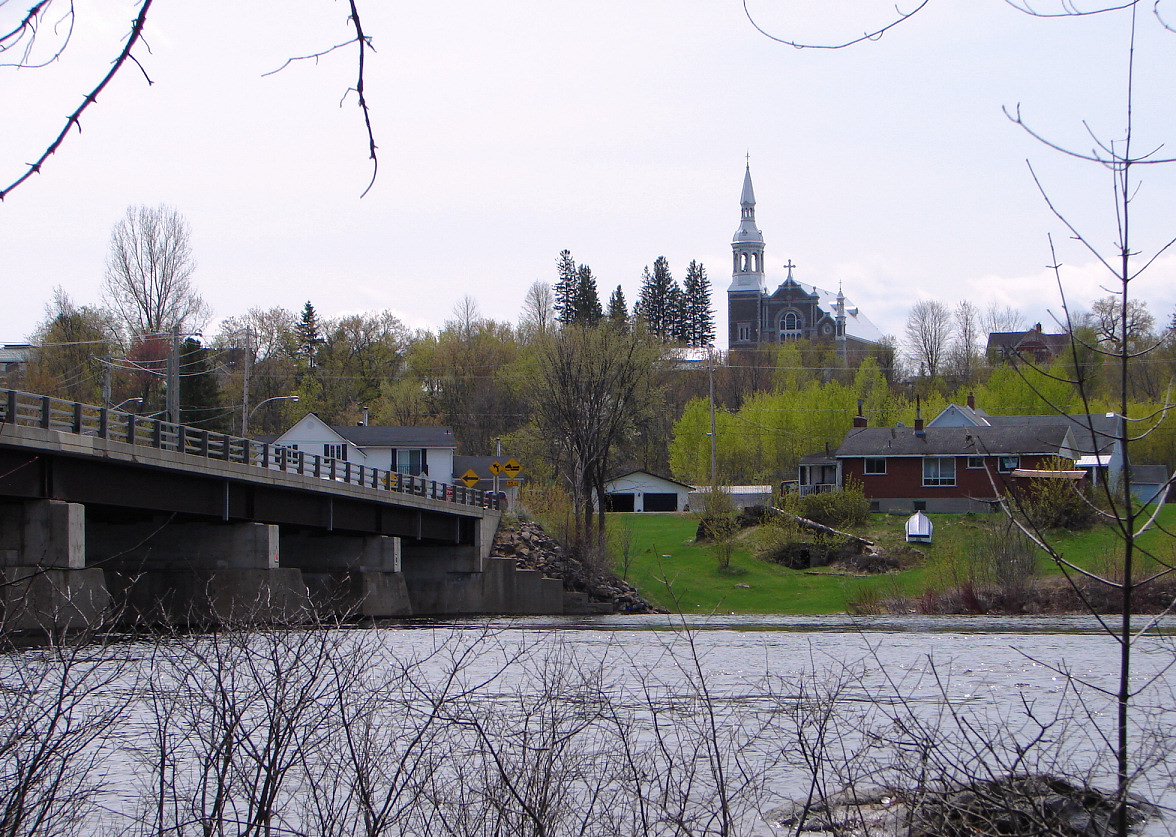
Village de Chapeau.

## Démographie
| 1991  | 1996  | 2001  | 2006  | 2011  | 2016  | 2021  |
| ----- | ----- | ----- | ----- | ----- | ----- | ----- |
| 1 430 | 1 482 | 1 385 | 1 443 | 1 345 | 1 334 | 1 382 |

L'étude de Statistique Canada d'août 2023 sur les langues officielles a montré que L'Isle-Aux-Allumettes est le deuxième foyer de population de plus de 500 habitants au Québec ou l'on est capable de mieux converser en anglais, avec un taux de 99.6% de la population.

## Administration
Les élections municipales se font en bloc pour le maire et les six conseillers.
| L'Isle-aux-Allumettes Maires depuis 2002                                                                             |                  |         |          |
| Élection | Maire            | Qualité | Résultat |
| 2002 | Denzil Spence    |         | Voir     |
| 2005 | Brian Adam       |         | Voir     |
| 2009 | Winston Sunstrum |         | Voir     |
| 2013 | Winston Sunstrum | Voir    |          |
| 2017 | Winston Sunstrum | Voir    |          |
| 2021 | Corey Spence     |         | Voir     |
| Élection partielle en italique Depuis 2005, les élections sont simultanées dans toutes les municipalités québécoises |                  |         |          |

## Personnalités originaires de ce lieu
- William Joseph Poupore